# Jean de Mirecourt
Jean de Mirecourt, alias Monachus Albus (XIVe siècle, orig. de Mirecourt en Lorraine), est un philosophe Cistercien disciple de Guillaume d'Ockham, censuré par le pape Clément VI.

## Biographie
On sait fort peu de choses de la vie de Jean de Mirecourt. Son nom indique qu'il serait natif du village de Mirecourt en Lorraine. Il enseigna au Collège des Bernardins à Paris, et devint célèbre par ses idées théologiques et philosophiques vers 1345. On lui attribue un commentaire des Sentences de Pierre Lombard, dont il publia deux éditions ; la première fut la cible des attaques d'un Bénédictin du nom de Johannes Normanus. Mirecourt répondit par une Declaratio où il expliquait le sens de ses propositions. Néanmoins, mandaté par la faculté de théologie de Paris, le chancelier Robert de Bardis condamna 41 propositions tirées du commentaire de Mirecourt sur les Sentences. Mirecourt tenta de se justifier, mais ce fut en pure perte : censuré à Paris par autorité du pape Clément VI en 1347, on n'entend désormais plus parler de lui. S'appuyant sur le fait que Mirecourt n'avait rien d'un doctrinaire inflexible, l'historien américain R. van Neste avance que des rivalités professionnelles et académiques venant de certains membres de la faction nominaliste sont sans doute à l'origine de sa condamnation.

### Philosophie

#### Ses influences
Mirecourt aura surtout été influencé par les idées de Nicolas d'Autrecourt, de Guillaume d'Ockham et, à un degré moindre, celles de Grégoire de Rimini, et peut-être même de Thomas Bradwardine. Pratiquement tous les grands penseurs occidentaux contemporains de Mirecourt faisaient leurs, jusqu'à un certain point, les postulats du nominalisme, et Mirecourt ne sortait pas du lot. Il est particulièrement proche du nominalisme radical d’un Nicolas d’Autrecourt, qui dut brûler ses propres écrits en 1347.

#### Connaissance et intuition
Mirecourt considérait qu’il n’y a que deux voies de connaissance certaine: (1) le principe de non-contradiction, et (2) l’intuition immédiate de notre propre existence. Les vérités les plus assurées qu’il nous soit donné de connaître viennent de la première voie de connaissance, ou de tous les jugements analytiques qui s'en déduisent. Mirecourt distingue deux sortes de preuves de ce genre de connaissance : (1) la preuve particulière et (2) la preuve naturelle. La preuve particulière découle du principe de non-contradiction, la preuve naturelle est celle qui découle de l’expérience. Mirecourt regardait la preuve naturelle comme moins certaine que la preuve particulière parce que Dieu étant tout-puissant, il peut accomplir des miracles, c’est-à-dire des accidents étrangers à l'expérience.
Le philosophe mexicain M. Beuchot avance que c’est sa croyance rigide à un plan divin dans qui a valu à Mirecourt d’être censuré : Mirecourt soutenait que tout ce qui advient, dans le monde physique ou moral dépend entièrement de la volonté divine ; vue hardie, puisqu’elle impliquait que Dieu est responsable non seulement du Bien, mais aussi du Mal en ce monde. Elle entrait totalement en contradiction avec la doctrine généralement reçue à l’époque d’un Dieu bon. Mirecourt posait en principe que l'Homme ne peut résister à certaines tentations (y compris l'attirance pour une femme mariée) sans un miracle divin. Si le passage à l'acte a lieu, parce qu'aucun miracle n'est survenu, Mirecourt était d'avis qu'il ne fallait parler ni d'adultère, ni de péché.
Mirecourt est surtout connu pour sa théorie de l’infini. Il s'intéressait surtout aux espèces et aux différents degrés de perfection. Dieu possède le plus haut degré de perfection, mais toutes les créatures lui sont infiniment inférieures : c'est pourquoi, selon Mirecourt, il est impossible de donner une mesure des différents degrés de perfection ; on ne peut qu'ordonner les espèces selon leur rang relatif.

#### Nominalisme et épistémologie
Mirecourt est généralement rangé parmi les nominalistes, et les disciples de Guillaume d'Ockham ; toutefois Mirecourt rejetait l’idée de connaissance intuitive imparfaite, ce qui le distingue nettement de la pensée d'Ockham, mais les vues épistémologiques des deux hommes s'accordent pour l'essentiel : tous deux décrivent la connaissance abstraite et intuitive en termes semblables, et estiment que toute connaissance commence par l'intuition sensible. Ils font tous deux la distinction entre le jugement et la perception simple. Enfin, tous deux posent la nécessité de rapports étroits entre la connaissance et son objet.